# Joan Daurer
Joan Daurer (* im 14. Jahrhundert) war ein katalanischer Kunstmaler und wirkte in den Jahren 1358 bis 1374 auf Mallorca. Daurer wird in den historischen Aufzeichnungen als Kirchenmaler des 14. Jahrhunderts auf der spanischen Baleareninsel Mallorca verzeichnet. Seine Werke zeigen den Einfluss seines Mentors Ramón Destorrents (1345–1362) aus Barcelona.
Joan Daurers gotische Malerei erreichte auf Mallorca eine stattliche Anzahl von Kunstwerken, viele davon sind Altaraufsätze. Ein Teil dieser Kunstwerke befindet sich verstreut in den Klöstern, Kirchen und Pfarrei- oder Ortsmuseen, während andere Teile im Museum von Mallorca aufbewahrt werden.
Als ein bedeutendes Werk gilt die Bildtafel der Santa Maria de Inca (Heiligen Maria von Inca) aus dem Jahre 1373 in der Pfarreikirche Santa Maria la Major von Inca.

## Werke
- Kapellendekoration, Sant Miquel Arcangel (1374), Muro

- Weitere Kunstwerke von Joan Daurer, die jedoch zeitlich nicht zugeordnet werden können:
  - Tafelbild, Coronació de la Mare de Déu, Inca (befindet sich heute im Museum der Diözese Palma)
  - Altarbild La Passió de Crist
  - Gemälde im Rathaus von Santa Maria del Camí.
  - Altaraufsatz der Heiligen Maria Magdalena im Kloster Santa Magdalena.

## Ehrung
Im Jahr 2021 wurde eine Straße (Carrer de Joan Daurer) in Palma de Mallorca nach Daurer benannt.